# Antonio Nibali
Antonio Nibali (Messignadi, 23 de septiembre de 1992) es un ciclista italiano que fue profesional entre 2014 y 2023. Es el hermano menor de Vincenzo Nibali, ganador de las tres Grandes Vueltas.

## Palmarés
2018
- 1 etapa de la Vuelta a Austria[2]

## Resultados en Grandes Vueltas
Durante su carrera deportiva consiguió los siguientes puestos en las Grandes Vueltas. 
| Carrera | Carrera         | 2014 | 2015 | 2016 | 2017  | 2018  | 2019 | 2020 | 2021  | 2022 | 2023 |
| ------- | --------------- | ---- | ---- | ---- | ----- | ----- | ---- | ---- | ----- | ---- | ---- |
|         | Giro de Italia  | —    | —    | —    | —     | 100.º | 76.º | 37.º | —     | —    | —    |
|         | Tour de Francia | —    | —    | —    | —     | —     | —    | —    | —     | —    | —    |
|         | Vuelta a España | —    | —    | —    | 102.º | —     | —    | —    | 108.º | —    | —    |

—: no participa

Ab.: abandono

## Equipos
- Marchiol Emisfero (2014)
- Nippo-Vini Fantini (2015-2016)
- Bahrain Merida Pro Cycling Team[3] (2017-2019)
- Trek-Segafredo (2020-2021)
- Astana Qazaqstan Team (2022-2023)